# Tomasz I (hrabia Acerry)
Tomasz I (ur. ok. 1185, zm. 27 lutego 1251) – hrabia Acerry w latach 1220-1251, syn Adenolfa II i Ottoliny dell'Isola. Zwolennik cesarza Fryderyka II, kapitan generalny Królestwa Sycylii w 1232.

## Życiorys
W 1212 roku w Gaecie witał młodego króla Fryderyka II, udającego się do Niemiec. Z okazji cesarskiej koronacji Fryderyk II (22 listopada 1220, Rzym) otrzymał od niego hrabstwo Acerry.
Poślubił Margheritę di Ugento, z którą miał troje dzieci:
- Adenolfo (zm. 1242), kapitan generalny wojsk cesarskich w Lombardii.
- Landolfo (zm. ok. 1240), który miał posiadłości w Terra d'Otranto.
- Cubitosa, zakonnica.

Syn Adenolfa, Tomasz II, po przedwczesnej śmierci ojca został dziedzicem dziadka.